# Mangum
Pour les articles homonymes, voir Mangum (homonymie).
La ville de Mangum est le siège du comté de Greer, dans l’État de l’Oklahoma, aux États-Unis. Sa population s’élevait à 3 010 habitants lors du recensement de 2010, estimée à 2 910 habitants en 2015.

## Personnalité liée à la ville
L’actrice Margaret Avery est née à Mangum.

## Source
- (en) Cet article est partiellement ou en totalité issu de l’article de Wikipédia en anglais intitulé « Mangum, Oklahoma » (voir la liste des auteurs).